# 代数的数
代数的数（だいすうてきすう、英: algebraic number）とは、複素数であって、有理数係数（あるいは同じことだが、分母を払って、整数係数）の 0 でない一変数多項式の根（すなわち多項式の値が 0 になる値）となるものをいう。全ての有理数と、その整数冪根は代数的数である。実数や複素数には代数的数でないものも存在し、そのような数は超越数と呼ばれる。例えば π や e は超越数である。ほとんどすべての複素数は超越数である（#集合論的性質）。

## 概要
複素数 α に対し、有理数を係数とする多項式
{\displaystyle f(x)=x^{n}+a_{n-1}x^{n-1}+\cdots +a_{0}}
が存在して、f(α) = 0 となるとき α を代数的数という。
まず α が有理数ならば
f(x) = x − α
は、α を根に持つので、有理数はすべて代数的数である。
さらに実数の {\displaystyle {\sqrt {2}}} は
f(x) = x2 − 2
の根であるから代数的数であり、また複素数の i は
f(x) = x2 + 1
の根であるから代数的数である。他にも円周率 π の有理数倍における三角関数 sin, cos, tan の値は代数的数であることが知られている。その上、代数的数の四則演算による結果もまた代数的数である。
しかしながら、全ての複素数が代数的数であるかというと、そうではない。そのような複素数は超越数と呼ばれる。たとえば自然対数の底（ネイピア数）e の超越性は1873年にエルミートにより証明されている。また円周率 π の超越性は1882年にリンデマンにより証明されている（これによりギリシアの三大作図問題のうち最後まで未解決であった円積問題は否定的に解決された）。

## 定義

### 代数的数
複素数 α に対し、有理数を係数とする多項式
{\displaystyle f(x)=x^{n}+a_{n-1}x^{n-1}+\cdots +a_{0}}
が存在して f(α) = 0 となるとき、α は代数的数であるという。
同じことであるが、整数 {\displaystyle a_{n}\neq 0,a_{n-1},\cdots ,a_{0}} が存在して、
{\displaystyle f(x)=a_{n}x^{n}+a_{n-1}x^{n-1}+\cdots +a_{0},\ f(\alpha )=0}
が成り立つとき、α は代数的数であるという。

### 代数的整数
代数的数 α を根とする 0 ではない整数係数多項式で、最高次の係数が 1 であるもの（モニック多項式と呼ぶ）が存在するとき、α は代数的整数 (algebraic integer) であるという。代数的数の中で整なものの意味である。例えば、整数や、√2, i は、代数的整数である。整数 0, ±1, ±2, … ∈ Z を代数的整数の中で特に区別する必要がある場合、Z の元のことを有理整数 (rational integer) と呼ぶ。

### 既約多項式
代数的数 α を根とする 0 でない有理数係数多項式のうち、次数が最小で、最高次の係数が 1 であるものを、α の既約多項式 (irreducible polynomial) という。最小多項式は、有理係数多項式上既約多項式である。
代数的数 α の最小多項式の次数を、α の次数 (degree) といい、deg α で表す。次数が n であるとき、α は n 次の代数的数であるという。たとえば、有理数は 1 次の代数的数ということができる。また {\displaystyle {\sqrt {2}}} は、2 次の代数的数である。

### 共役数
代数的数 α の既約多項式の根を、α の共役数 (conjugate) という。たとえば、{\displaystyle {\sqrt {2}}} の共役数は、{\displaystyle {\sqrt {2}},\,-{\sqrt {2}}} である。
一般に、n 次の代数的数は、自分自身を含め、重複を込めててちょうど n 個の共役数を持つ。さらに、任意の代数的数 α の共役複素数 {\displaystyle {\overline {\alpha }}} は、α の共役数の1つである。

### 判別式
代数的数 α の共役数を {\displaystyle \alpha _{1},\alpha _{2},\cdots ,\alpha _{n}} とする。
{\displaystyle D_{\alpha }=\textstyle \prod \limits _{1\leq i<j\leq n}(\alpha _{i}-\alpha _{j})^{2}}
を α の判別式 (discriminant) という。代数的数の判別式は有理数であり、代数的整数の判別式は有理整数である。0 でない代数的数の判別式は 0 ではない。

### ノルム
代数的数 α の共役数を {\displaystyle \alpha _{1},\alpha _{2},\cdots ,\alpha _{n}} とし、K = Q(α) とおく。
{\displaystyle N_{K/\mathbb {Q} }(\alpha )=\alpha _{1}\alpha _{2}\cdots \alpha _{n}}
を α のノルム (norm) という。代数的数のノルムは有理数であり、代数的整数のノルムは有理整数である。0 でない代数的数のノルムは 0 ではない。

### トレース
代数的数 α の共役数を {\displaystyle \alpha _{1},\alpha _{2},\cdots ,\alpha _{n}} とし、K = Q(α) とおく。
{\displaystyle \operatorname {Tr} _{K/\mathbb {Q} }(\alpha )=\alpha _{1}+\alpha _{2}+\cdots +\alpha _{n}}
を α のトレース (trace) という。代数的数のトレースは有理数であり、代数的整数のトレースは有理整数である。

### ハウス
代数的数 α の全ての共役数の絶対値の最大値を、α のハウス (house) といい、{\displaystyle {\overline {|\alpha |}}} で表す。

### 高さ
代数的数 α の最小多項式の分母を払って、全ての係数が互いに素である整数係数多項式にしたとき、係数の絶対値の最大値を α の（古典的）高さ ((classical) height) という。
また、 K を α を含む Q 上 d 次の代数体とするとき、
v が K 上の正規（乗法）付値全体を走るときの積
{\displaystyle H(\alpha )=\left(\prod _{v}\max\{1,\left|\alpha \right|_{v}\}\right)^{1/d}}
は K のとり方によらずに定まる。この値を α の絶対的高さ (absolute height) と呼び、
{\displaystyle h(\alpha )=\log H(\alpha )}
を α の対数的高さ (logarithmic height) と呼ぶ。α の最小多項式を
{\displaystyle f(X)=a_{0}(X-\alpha _{1})(X-\alpha _{2})\cdots (X-\alpha _{n})\in \mathbb {Z} [X]}
とおくと、
{\displaystyle H(\alpha )=\left(|a_{0}|\prod _{i=1}^{n}\max\{1,|\alpha _{i}|\}\right)^{1/n}}
が成り立つ。

## 代数的性質
代数的数に対する加減乗除の結果は、やはり代数的数であるので、代数的数全体からなる集合は体をなし、{\displaystyle {\overline {\mathbb {Q} }}} と表す。
しかしながら、α, β を n 次の代数的数としたとき、α + β や αβ が n 次の代数的数になるとは限らない。たとえば、{\displaystyle \alpha ={\sqrt {2}},\ \beta =1+i} とすると、これらはともに 2 次の代数的数であるが、α + β や αβ はどちらも 4 次の代数的数である。
一般に、
{\displaystyle \deg(\alpha +\beta ),\ \deg \alpha \beta \leq \deg \alpha \deg \beta }
が成立する。
有理数体に有限個の代数的数を添加した体は、ある 1 つの代数的数を有理数体に添加した体に等しいので、有理数体の有限次拡大体（このような体のことを代数体という）となる。
逆に、任意の代数体は、有理数体に代数的数を添加した体に同型であるので、代数的数を、代数体の元のこととして定義することもできる。
これらのことから、任意の有理数に対して、加法、乗法、および、累乗根をとる操作を有限回適用することにより、代数的数をいくらでも生成することができる。
問題は、この逆、任意の代数的数は、これらの演算を用いて表現することが可能であるか否かであるが、まず 4 次以下の代数的数は、有限個の有理数を元にして、有限回の加法、乗法、および、累乗根を用いて表現することができる（代数的方程式の解法を参照）。
しかしながら、5 次以上の代数的数は、必ずしも、これらの演算を用いて表現することはできず、たとえば x5 − x − 1 = 0 の根は、有限個の有理数を基に、加法、乗法、および、累乗根を有限回用いて表現することはできない（ガロア理論を参照）。
{\displaystyle {\overline {\mathbb {Q} }}} の性質
{\displaystyle {\overline {\mathbb {Q} }}} は、有理数体の無限次元の代数拡大体である。また、代数的数を係数とする 0 ではない多項式の根は代数的数であるので、{\displaystyle {\overline {\mathbb {Q} }}} は、代数的閉体である。さらに、有理数体を含む任意の代数的閉体は、{\displaystyle {\overline {\mathbb {Q} }}} を含むので、有理数体の代数的閉包でもある。

## 代数的整数環
代数的整数全体の集合は、環をなし、代数的整数環または、単に整数環と呼ばれる。代数的整数環 {\displaystyle \mathbb {I} } に対して、以下が成り立つ。
- {\displaystyle \mathbb {I} \cap \mathbb {Q} =\mathbb {Z} } （つまり、有理数である代数的整数は、有理整数である。{\displaystyle \mathbb {Z} } を有理整数環という。）
- 任意の代数的数 α に対して、代数的整数 β と、有理整数 d が存在して、α = β/d となる。
dα が代数的整数となる最小の正整数のことを、α の分母 (denominator) といい、den α で表す。
- 0 ではない代数的整数のハウスは、1 以上である。ハウスが 1 である代数的整数は、1 のベキ根に限る。

また、{\displaystyle {\overline {\mathbb {Q} }}} と同様で、代数的整数を係数とするモニック多項式（最高次の係数が 1 である多項式）の根は、やはり代数的整数であるので、整数環は、整閉包である。

## 数論的性質
α を無理数とする。任意の正数 ε に対して、ある正定数 c = c(ε) が存在して、
{\displaystyle \left|\alpha -{\frac {p}{q}}\right|>{\frac {1}{q^{\mu +\varepsilon }}}}
が q > c を満たす全ての有理数 p/q に対して成立するような、μ の下限 μ(α) を、α の無理数度 (measure of irrationality for α) という。もし、このような数が存在しない場合、{\displaystyle \mu (\alpha )=\infty } とする。つまり、無理数度は、α を有理数で近似したとき、どのくらいの精度で近似できるかの指標を与える。たとえば任意の有理数の無理数度は 1 になる。
フルヴィッツは、1891年に以下のことを証明した。（フルヴィッツの定理）
任意の無理数に対して、
{\displaystyle \left|\alpha -{\frac {p}{q}}\right|<{\frac {1}{{\sqrt {5}}q^{2}}}}
を満たす既約分数 p/q が無限に多く存在する。また、上記の定数 {\displaystyle 1/{\sqrt {5}}} は最良であり、より小さな正数に置き換えることはできない。つまり、全ての無理数に対して、無理数度は、2 以上である。
リウヴィルは、1844 年、α が n 次の実代数的数（実数である代数的数）のとき、μ(α) ≤ n であることを証明し、このことから、リウヴィルは超越数が存在することを初めて証明した。
実代数的数に対する μ(α) の評価は、その後、トゥエ (A. Thue)、ジーゲル、ゲルフォント (A. O. Gel'fond)、ダイソンらにより改良され、最終的に ロスにより、μ(α) = 2 であることが証明された（ディオファントス近似を参照）。この功績によりロスは 1958 年フィールズ賞を受賞した。
上記のことから、無理数度が 2 よりも大きい実数は超越数となるが、超越数ならば無理数度が 2 よりも大きくなるわけではない。たとえば、自然対数の底 e の無理数度は、2 である。
ほとんど全ての実数に対して、無理数度は 2 であることが知られているが、無理数度が分かっていない数がほとんどである。たとえば、円周率 π の無理数度が 2 であるかは不明である。現状、7.10321 以下であることが証明されているにすぎない。

## 集合論的性質
カントール (G. Cantor) は、1874 年に、{\displaystyle {\overline {\mathbb {Q} }}} が可算集合であることを証明した。その後、彼は複素数全体の集合が非可算集合であることを証明し、ほとんど全ての複素数は、代数的数ではない、つまり超越数であることが判明した。
しかしながら、代数的でない式によって与えられた数が代数的数であるか否かを判定することは大変難しく、オイラーの定数のように古くから知られていながら、代数的数かどうかどころか、有理数かどうかすら分かっていない数もある。